# 三ノ輪町
三ノ輪町（みのわちょう）は、愛知県豊橋市の地名。

## 地理
豊橋市中央東部に位置する。

## 歴史

### 人口の変遷
国勢調査による人口および世帯数の推移。
| 1995年（平成7年）  | 1330世帯 3832人 |  |
| 2000年（平成12年） | 1431世帯 3872人 |  |
| 2005年（平成17年） | 1398世帯 3665人 |  |
| 2010年（平成22年） | 1408世帯 3628人 |  |
| 2015年（平成27年） | 1450世帯 3698人 |  |
| 2020年（令和2年）  | 1415世帯 3483人 |  |

### 沿革
- 明治初年 - 江戸時代には原野であった場所を豊橋藩士らが開拓し、渥美郡三ノ輪村が成立[2]。
- 1889年（明治22年） - 豊岡村大字三ノ輪となる[2]。
- 1906年（明治39年）
  - 7月 - 豊橋町大字三ノ輪となる[2]。
  - 8月 - 豊橋市大字三ノ輪となる[2]。
- 1926年（大正15年） - 豊橋市三ノ輪町となる[2]。
- 1940年（昭和15年） - 一部が伝馬町に編入される[2]。
- 1959年（昭和34年） - 豊橋市三ノ輪町の一部が向山東町に編入され、また、新たに同市三ノ輪町1丁目から同5丁目が編成される[2]。三ノ輪町1丁目から同5丁目は、従来の三ノ輪町の一部のほか、向山町・岩田町の各一部を含む[2]。
- 1965年（昭和40年） - 三ノ輪町1丁目から同5丁目の一部より、瓦町通1丁目および同2丁目に編入される[2]。

## 交通
- 国道1号[1]

## 施設
- 三ノ輪郵便局[1]
- 県営三ノ輪住宅[1]
- 豊橋歯科医師会館[1]
- 白山神社[1]
- 三ノ輪東公園
- 三ノ輪公園
- 三ノ輪中央公園

### WEB
1. ↑  “愛知県豊橋市の町丁・字一覧”.   人口統計ラボ. 2023年4月13日閲覧。
2. 1 2  総務省統計局 (2022年2月10日). “令和2年国勢調査の調査結果(e-Stat) - 男女別人口，外国人人口及び世帯数－町丁・字等” (CSV). 2023年8月2日閲覧。
3. ↑  “愛知県豊橋市の郵便番号一覧”.   日本郵便. 2023年4月13日閲覧。
4. ↑  “市外局番の一覧” (PDF).   総務省 (2022年3月1日). 2022年3月22日閲覧。
5. ↑  総務省統計局 (2014年3月28日). “平成7年国勢調査の調査結果(e-Stat) - 男女別人口及び世帯数 －町丁・字等” (CSV). 2021年7月20日閲覧。
6. ↑  総務省統計局 (2014年5月30日). “平成12年国勢調査の調査結果(e-Stat) - 男女別人口及び世帯数 －町丁・字等” (CSV). 2021年7月20日閲覧。
7. ↑  総務省統計局 (2014年6月27日). “平成17年国勢調査の調査結果(e-Stat) - 男女別人口及び世帯数 －町丁・字等” (CSV). 2021年7月21日閲覧。
8. ↑  総務省統計局 (2012年1月20日). “平成22年国勢調査の調査結果(e-Stat) - 男女別人口及び世帯数 －町丁・字等” (CSV). 2021年7月21日閲覧。
9. ↑  総務省統計局 (2017年1月27日). “平成27年国勢調査の調査結果(e-Stat) - 男女別人口及び世帯数 －町丁・字等” (CSV). 2021年7月21日閲覧。

### 書籍
1. 1 2 3 4 5 6  「角川日本地名大辞典」編纂委員会 1989, p. 1797.
2. 1 2 3 4 5 6 7 8 9  「角川日本地名大辞典」編纂委員会 1989, p. 1294.